# Astrid Stadler (Rechtswissenschaftlerin)
Astrid Stadler (* 4. September 1959 in Ulm) ist eine deutsche Rechtswissenschaftlerin und Professorin für Bürgerliches Recht, Zivilprozessrecht, Internationales Privatrecht und Rechtsvergleichung.

## Leben
Nach dem rechtswissenschaftlichen Studium an der Universität Konstanz arbeitete Astrid Stadler als Assistentin am Lehrstuhl von Rolf Stürner, bei dem sie 1988 mit einer Dissertation zum Schutz von Unternehmensgeheimnissen im deutschen und US-amerikanischen Zivilprozess sowie im Rechtshilfeverfahren auch promovierte. In den Jahren 1990 und 1992 war sie visiting scholar an der University of California, Berkeley, School of Law (Boalt Hall). 1993 habilitierte sie sich an der Universität Freiburg mit einer rechtsvergleichenden Arbeit zum Thema Gestaltungsfreiheit und Verkehrsschutz durch Abstraktion. 1994 wurde sie zur Universitätsprofessorin an der Universität Konstanz auf den Lehrstuhl für Bürgerliches Recht, Zivilprozessrecht, Internationales Privatrecht und Rechtsvergleichung berufen. Zum 1. August 2011 wurde sie für eine Teilprofessur auf den Lehrstuhl für Comparative Mass Litigation an der Erasmus-Universität Rotterdam berufen.
Ihre Forschungsschwerpunkte liegen neben dem Vertrags- und Sachenrecht im nationalen, europäischen und internationalen Zivilverfahrensrecht sowie dem kollektiven Rechtsschutz.
Astrid Stadler ist verheiratet und hat zwei Kinder.

## Sonstige Tätigkeiten
Astrid Stadler ist u. a. Vorsitzende der Baden-Württembergischen China-Gesellschaft e.V. (BWCG), seit 2004 Mitglied der Ständigen Deputation beim Deutschen Juristentag und Mitglied im Wissenschaftlichen Beirat „Verbraucher- und Ernährungspolitik“ beim Bundesministerium für Ernährung, Landwirtschaft und Verbraucherschutz.

## Werke (Auswahl)
- Schutz von Unternehmensgeheimnissen im deutschen und US-amerikanischen Zivilprozeß sowie im Rechtshilfeverfahren. Mohr Siebeck, Tübingen 1989, ISBN 3-16-645458-6.
- Gestaltungsfreiheit und Verkehrsschutz durch Abstraktion. Mohr Siebeck, Tübingen 1996, ISBN 3-16-146390-0.
- Allgemeiner Teil des BGB. 16. Auflage. C.H.Beck, München 2009 (übernommen von Bernd Rüthers), ISBN 978-3-406-58654-5.
- Bundesministerium für Verbraucherschutz, Ernährung u. Landwirtschaft (Hrsg.): Das Verbandsklagerecht in der Informations- und Dienstleistungsgesellschaft. Landwirtschaftsverlag Münster, Münster 2005, ISBN 3-7843-0507-5. (zusammen mit Hans-Wolfgang Micklitz)
- Kommentierung der §§ 128–165 ZPO; 214–229 ZPO; §§ 239–252 ZPO, §§ 330–347 ZPO; §§ 355–370 ZPO, Art. 1–37 EuGVO, Europäische ZustellungsVO. In: Hans-Joachim Musielak (Hrsg.): Kommentar zur Zivilprozessordnung. 8. Auflage. Vahlen Verlag, München 2011, ISBN 978-3-8006-3632-7.
- Kommentierung der §§ 256–359; 765–822 BGB In: Othmar Jauernig (Hrsg.): Kommentar zum BGB. 14. Auflage. C.H. Beck, München 2011, ISBN 978-3-406-58505-0.